# The Spectacular Spider-Man
The Spectacular Spider-Man (рус. Впечатляющий Человек-паук) — название нескольких серий комиксов и одного журнала о супергерое Человеке-пауке, которые издавалась Marvel Comics.
Основная серия комиксов про Человека-паука была очень успешна, вследствие чего Marvel в 1968 году запустили недолго просуществовавшую серию журналов о Человеке-пауке под названием The Spectacular Spider-Man. В 1972 году начался выпуск серии комиксов Marvel Team-Up (рус. Марвел Команда), второй, в которой одним из постоянно появляющихся супергероев был Человек-паук. Третья ежемесячная серия, сначала озаглавленная Peter Parker, The Spectacular Spider-Man (рус. Питер Паркер, впечатляющий Человек-паук), а после переименованная в The Spectacular Spider-Man, была запущена в 1976 году.

## Журнал
В 1968 году Marvel Comics выпустили два номера журнала, озаглавленного The Spectacular Spider-Man. Каждый выпуск продавался по 35 центов, в то время как обычные комиксы стоили 12 центов, а увеличенные по объёму — 25. Журнал был первым спин-оффом оригинальной серии комиксов про Человека-паука, The Amazing Spider-Man.
Первый номер вышел в июле 1968 года и содержал в себе 52-страничную чёрно-белую историю «Lo, This Monster!» и 10-страничную «In The Beginning!». Впоследствии они были перепечатаны в цвете в The Amazing Spider-Man в номерах 116—118.
Второй (и последний) номер в ноябре того же года и на этот раз был полностью цветным и содержал только одну историю — «The Goblin Lives!», с участием Зелёного гоблина. Выпуск содержал информацию о третьем несостоявшемся номере, в котором должна была выйти история «The Mystery of the TV Terror».

## Volume 1 (1976—1998)
В декабре 1976 года вышел первый номер серии комиксов Peter Parker, The Spectacular Spider-Man, название которого было сокращено до The Spectacular Spider-Man в январе 1988 года в 134 выпуске. Комикс был вторым спин-оффом основной серии The Amazing Spider-Man. Комикс выходил ежемесячно и до 1998 года, всего вышло 263 выпуска.

## Volume 2 (2003—2005)
С 2003 по 2005 г. выходил второй Volume комикса под названием Spectacular Spider-Man (в названии отсутствовал артикль «The»). Всего вышло 27 выпусков, каждый из которых был написан Полом Дженкинсом (англ. Paul Jenkins) (не считая номера 23-26, созданные Семмом Барнсом (англ. Samm Barnes)). Эта серия комиксов заменила собой закрытый второй Volume серии Peter Parker: Spider-Man.